# Quentin D. Wheeler
Quentin Duane Wheeler (nacido el 31 de enero de 1954) es el cuarto presidente del State University of New York College of Environmental Science and Forestry, en Syracuse, Nueva York. Es un entomólogo estadounidense taxónomo, autor y columnista de diarios, y es el director fundador del International Institute for Species Exploration. Previamente, fue profesor de entomología en la Cornell University y la Arizona State University, y fue el Keeper y Head de Entomología en el Museo de Historia Natural de Londres de Londres, y director de la Division of Environmental Biology en la National Science Foundation.

## Lecturas sugeridas
- Jackson, Nicholas. (2011, November 18). "A Conversation With Quentin D. Wheeler, Sustainability Scientist," The Atlantic Magazine.
- Tobin, Dave. (2013, November 15). "SUNY ESF's next president, Quentin Wheeler, is a bug expert," The Post-Standard.
- World Future Society. (n.d.). "THE FUTURIST Interviews Quentin Wheeler, Biologist, on the Future of Biodiversity."